# Leon Devos (wielrenner)
Leon Joseph Devos (Ardooie, 17 januari 1896 - aldaar, 23 augustus 1963) was een Belgisch wielrenner. Hij schreef twee grote klassiekers op zijn naam: Luik-Bastenaken-Luik in 1919 en de Ronde van Vlaanderen in 1922. Devos was prof van 1919 tot 1927.

## Resultaten in voornaamste wedstrijden
| Jaar | Ronde van Vlaanderen | Parijs-Roubaix | Luik-Bast.‑Luik |
| ---- | -------------------- | -------------- | --------------- |
| 1919 |                      |                | ↑               |
| 1920 |                      |                | 6e              |
| 1921 | 18e                  | 24e            |                 |
| 1922 | ↑                    | 19e            |                 |
| 1923 | 16e                  | 35e            | 5e              |
| 1924 | 13e                  | 7e             | 8e              |
| 1926 |                      |                |                 |